# Danceny
 (juin 2017).
Danceny est un personnage des Liaisons dangereuses de Pierre Choderlos de Laclos.

## Histoire
Bien qu'étant noble, et chevalier de l’ordre de Malte (ce qui trouble un temps Cécile qui le prend pour un religieux) le tout jeune (20 ans) chevalier Danceny n'est pas spécialement riche. Il rencontre Cécile de Volanges chez la marquise de Merteuil par l'intermédiaire de celle-ci. Il tombe amoureux de Cécile instantanément, lui donne des cours de chant et de harpe. C'est d'ailleurs grâce à ces cours qu'ils peuvent échanger une correspondance et faire évoluer leur situation. À la suite de la trahison de la marquise de Merteuil, qui informe la mère de Cécile de l’idylle en cours, les deux amoureux sont séparés par le départ de Madame de Volanges et de Cécile à la Campagne où elles sont reçues par Madame de Rosemonde, tante de Valmont. Cependant, Danceny continue d'être épris de Cécile et c’est par l'intermédiaire du vicomte de Valmont que les jeunes amants continuent de correspondre. Alors que Cécile entame une liaison avec le vicomte de Valmont, qui l’initie aux plaisirs du sexe, Danceny fréquente la marquise de Merteuil qui devient d’abord sa grande confidente puis sa maîtresse.
Apprenant finalement de la Marquise de Merteuil que Cécile a été abusée par Valmont, un homme qu'il pensait être son grand ami, il le défie en duel, le tue et, triste et honteux de l'avoir tué, choisit de retourner à Malte, sachant qu'il ne pourra jamais épouser Cécile. 
Avant la mort de Valmont, ce dernier lui remet les lettres que la marquise de Merteuil lui avait écrites et Danceny décide de livrer certaines de ces lettres « à qui a voulu les voir » et en particulier deux lettres écrites par la Marquise de Merteuil: une ou elle dresse elle-même son portrait et décrit comment elle a conduit sa vie (lettre N° 81), afin de montrer à tous la vraie personnalité de cette femme, et une dans laquelle elle raconte comment elle s’est joué de Monsieur de Prevan (lettre N° 85) afin d’innocenter ce dernier. Cette action cause la mise au ban de la société de la marquise de Merteuil dont les agissements ont ainsi été mis sur la place publique. Il remet le reste des lettres à Mme de Rosemonde qui choisit de les conserver sans les divulguer et qui demande par ailleurs à Danceny de lui remettre les lettres de Cécile.

## Incarnations à l'écran
Le personnage a entre autres été incarné :
- en 1959, dans Les Liaisons dangereuses 1960 de Roger Vadim, par Jean-Louis Trintignant ;
- en 1980, dans Les Liaisons dangereuses de Claude Barma, par Roger Pigaut ;
- en 1980, dans Nebezpecné známosti de Miloslav Luther, par Vladimír Obsil ;
- en 1988, dans Les Liaisons dangereuses de Stephen Frears, par Keanu Reeves ;
- en 1989, dans Valmont de Miloš Forman, par Henry Thomas ;
- en 1994, dans Les Liaisons dangereuses de Gary Halvorson, par David Hobson ;
- en 1999, dans  Sex Intentions de Roger Kumble, par Sean Patrick Thomas;
- en 2003, dans Les Liaisons dangereuses de Josée Dayan, par Tedi Papavrami